# 兒童圖書館
兒童圖書館為圖書館的一種類型，是社區與學校中兒童的學習、資訊與休閒中心，亦是國家發展圖書館事業與推動文化建設的基礎。

## 8岁 服務對象
兒童圖書館的服務對象可分為學齡前與就學中兩大類，0-5歲為學齡前幼兒，就學中的可分為6-12的學齡兒童與初級中學兩個階段。
此外，兒童圖書館同時也為家長、教師、兒童文學研究與創作者及幼教工作者提供服務。

## 服務任務
1. 使範圍廣泛的、多元的藏書輕易可及
2. 培養兒童自動自發享受閱讀的樂趣
3. 輔導兒童選擇圖書資料
4. 為學前兒童介紹書籍及其他媒體，使他們預先獲得學校的經驗
5. 協助兒童全面發展其個別能力及適應社會環境的能力
6. 養成兒童從小利用圖書館的習慣，並鼓勵其將來利用公共圖書館的資源，繼續終身學習
7. 為兒童提供文化經驗
8. 提供在學校圖書館中無法獲得的，補充學校計畫的資料
9. 以不同的方法提供各種資料及服務，豐富兒童生活
10. 與其他有關兒童福利機構，共同結合為該社區的社會教育力量

## 兒童圖書館的類型
兒童圖書館可依照其所隸屬的組織而分為以下三類：
- 各級政府設置者：

1. 公共圖書館兒童部門
2. 公立兒童圖書館

- 私人設置者：

1. 宗教團體設置者
2. 工商企業設置者
3. 民間團體設置者

- 小學圖書館：由公私立小學所設置者，可稱為小學圖書館，學校圖書資料中心(School Library Material Center)、教育資料中心、教學資料中心或教學媒體中心等；廣義而言應包括圖書室。

## 圖書資料選擇原則
1. 適合兒童身心發展與興趣
2. 符合各階段兒童程度之需求
3. 質量並重
4. 各類均衡
5. 蒐集鄉土資料
6. 選擇有益教學，與各階段課程相關之資料

## 空間規劃
兒童是獨立的個體而不是小號的大人，因此圖書館在為兒童規劃空間時，應該考量其認知、發展與行為上的特質，設計出「量身訂做」的空間。兒童讀者使用群的異質性較高，從嬰兒、學步幼童、學齡前、小學到中學生都是兒童室所服務的對象，他們的身體或是心理的需求及發展都不同。最高原則為必須顧及身體安全、增進其社會性、培養其情緒啟蒙其智慧與美感，並且要能夠避免意外的傷害及疾病的傳播。
主要意涵為：
- 營造親和力、活潑化：主要以休閒、親子共讀為主
- 適合兒童心理特點：明亮、富有色彩，溫馨、愉快、活潑的氛圍
  - 國立台灣美術館─紙風車繪本館為例
以繪本閱讀為主題，透過「環遊世界」的主軸概念，將空間以南北極地及五大洲(歐洲、非洲、大洋洲、亞洲)作為區域區分，再將整體空間區分為八大閱讀空間，提供使用者不同的情境想像，且書籍擺放位置與情境裝置融合。利用空間佈置所產生出的氛圍，吸引兒童閱讀。
- 適切的陳列家具：舒適、安全、為特定需求規劃適當的家具設備；櫃檯較低可以與兒童「平等」；大門高度、重量可讓兒童自己開門；書架沿牆放置；依人因工程的應用提供適合不同身高及年齡層的閱覽桌椅
  - 在「人因工程在兒童圖書館閱覽座椅之應用」文章當中，作者伍崇毓整理出了適合臺灣兒童閱覽桌椅適用範圍的建議
- 空間具有專屬功能及區隔：親子共同閱讀區
- 特殊的空間需求：如娃娃推車的停放區及通道、兒童專用廁所設計（鏡子、洗手檯、垃圾筒較矮）、嬰幼兒換尿片檯等。
- 安全考量部分：兒童專用安全鎖（可在緊急時直接開啟）、任何危險的設備及插座需遮蔽住、家具及設備的的表面需光滑、圓角等保護裝置
- 兒童行為理論對空間規劃之影響

1. 1. 兒童喜歡用「身體」去學習，探索各種實體空間的經驗。
  2. 兒童喜歡小團體的活動，可以提供大小不同且風格迥異的空間，鼓勵兒童學習。
  3. 兒童喜歡以地板當做工作空間，因此可以多使用地毯、軟墊，或區隔分明的小空間。
  4. 兒童會用「半封閉性」的空間做為逃離現實的環境，所以可以隱密及安全的空間。
  5. 兒童喜歡用自己的聲音及身體來體驗一個空間，所以空間需要是能自由吵鬧的學習空間。
  6. 兒童可以從窗外的景象學習，所以窗戶應設計在其視線可及的高度。
2. 嬰幼兒易被明亮的顏色、對比的樣式、及會動的物體等吸引，所以可以多用這類型的裝飾來吸引他們。

- 兒童閱覽室位在館中不同區位的注意事項：

1. 1. 地下室：使用時噪音不會干擾其他樓層，但是要注意採光及通風問題。
  2. 一樓：兒童較易到達，但是注意不可有其他穿越性的交通動線。
  3. 其他樓層：兒童使用上較不方便到達，且需加裝柵欄等安全設施。